# Gare d'Acoz
La gare d'Acoz est une ancienne gare ferroviaire belge des lignes 137, d'Acoz à Mettet et 138, de Châtelet à Florennes située à Acoz, section de la commune de Gerpinnes, dans la province de Hainaut en Région wallonne.
Mise en service en 1855 par le Chemin de fer de Morialmé à Châtelineau, elle est remplacée en 1866 par une nouvelle gare centrale. En 1887, Acoz est dotée d'un nouveau bâtiment et d'installations élargies pour les trains venant de la nouvelle ligne 137.
Les trains de voyageurs ont cessé de circuler en 1959 et la ligne passant par Acoz est fermée depuis 1991.

## Situation ferroviaire
Établie à 154 m d'altitude, la gare d'Acoz était située au point kilométrique (PK) 7.0 de la ligne 138, de Châtelet à Florennes-Est entre les haltes de Chamborgneau et d'Acoz-Centre. Bien que la bifurcation entre les deux lignes se trouve à 1 km en amont, elle était aussi considérée comme le PK 0.0 de la ligne 137, d'Acoz-Centre à Mettet.

## Histoire
La station d'Acoz est mise en service le 14 juin 1855 par la Société anonyme du chemin de fer de Morialmé à Châtelineau, lorsqu'elle ouvre à l'exploitation la ligne du même nom. Cette première ligne au tracé sinueux, aboutissant aux mines de fer de Morialmé, avait une vocation principalement industrielle.
Le 23 mars 1859 la fusion de la Société du chemin de fer de Morialmé à Châtelineau et de la Société anonyme des chemins de fer de Louvain à Charleroi donne naissance à la Société anonyme des chemins de fer de l'Est-belge. Ces derniers obtiennent en concession un prolongement de la ligne vers Florennes, Doische et Givet qui sera inauguré en 1862. La ligne de Châtelineau à Morialmé-Minières est également reconstruite vers 1866 avec une nouvelle gare à Acoz[Quoi ?],. De 1864 à 1897, la ligne de Châtelet à Givet (futures lignes 138 et 138A) devient une composante du Grand Central Belge.
Le 25 avril 1887, les Chemins de fer de l'État belge mettent en service la ligne 137, qui relie Mettet, sur le chemin de fer de Tamines à la Meuse, en cours de construction, à Acoz. La gare d'Acoz qui doit servir aux échanges entre les deux lignes est déplacée de quelques centaines de mètres sur un terrain plus large entre la Biesme. L'État rachète le Grand Central en 1897.
Dans les années 1900-1910, les Chemins de fer de l'État belge projettent d'utiliser la ligne 137 et le bas de la 138 pour faie transiter de lourds trains de minerais venant de l'Est de la France par l'Athus-Meuse et la ligne de Dinant à Mettet. Les projets les plus ambitieux prévoyaient un relèvement de la voie en gare d'Acoz et la reconstruction de la ligne en direction de Châtelet avait été décidée. La Première Guerre mondiale stoppe ce projet qui est abandonné par la suite.
Après la Seconde Guerre mondiale, le trafic diminue à cause de la concurrence de la route. Les trains de passagers sont supprimés en 1954 sur la ligne 137 en octobre 1954 puis le 9 mars 1959 sur la ligne 138. En 1965-66, ces deux lignes sont en partie fermées et le trafic continue sur les sections en impasse, au-delà d'Acoz. La ligne 137 ferme totalement en 1977, suivie par la section d'Acoz à Gerpinnes de la ligne 138 en 1983.
Le 21 mai 1988, l'Association des Marches Folkloriques de l’Entre-Sambre-et-Meuse organise une marche de plus de 1 000 personnes vers Ophain. Les participants embarquent à Acoz à bord de trains spéciaux à destination de Braine-l'Alleud et retour. Ce sera la dernière circulation d'un train de voyageurs sur la ligne, l'association Patrimoine ferroviaire et tourisme ayant peu de temps avant organisé un parcours en autorail.
La gare d'Acoz est finalement désaffectée en 1991 et la voie disparaît en 1996. Un chemin du réseau RAVeL traverse désormais la gare. La ligne reste en service pour desservir l'usine sidérurgique Disteel, située en aval. Depuis 2019, l'ensemble de la ligne est désaffectée.

## Patrimoine ferroviaire
Le premier bâtiment des recettes situé dans un virage de la rue de la Figotterie était identique à celui de la gare d'Acoz-Centre, démoli depuis. Remplacé par la nouvelle gare d'Acoz et revendu comme habitation, il correspond aux bâtiments des origines de la ligne avec trois travées dont une porte médiane.
Comme à Acoz-Centre, il a plus tard été surhaussé d'un étage avec une petite fenêtre caractéristique en son centre. Des additions ultérieures ont été réalisées après sa revente.
Le second bâtiment, construit en 1887 non loin du premier, appartient à la variante tardive du plan type 1873 des Chemins de fer de l’État belge, comme les autres stations de la ligne 137. Pourvu d'un œil-de-bœuf aux pignons du corps de logis, il possède une aile de quatre travées égales. La façade en briques apparentes a été plus tard recouverte d'enduit peint en blanc et gris foncé avant de retrouver sa configuration initiale lors d'une rénovation au début des années 2000. L'aile de service à toit plat a été réaménagée et dotée d'une toiture semblable à celle de l'ancienne aile des voyageurs.